# جیمی بولو اوکسنکنکت
جیمی بولو اوکسنکنکت (آلمانی: Jimi Blue Ochsenknecht؛ زادهٔ ۲۷ دسامبر ۱۹۹۱) هنرپیشه، خواننده اهل آلمان است.